# Femtochemia
Femtochemia jest działem chemii fizycznej zajmującym się badaniem przebiegu reakcji chemicznych w bardzo krótkich, femtosekundowych skalach czasu (1 femtosekunda to 10-15 sekund). W eksperymentach femtochemicznych powszechnie wykorzystuje się lasery femtosekundowe.
W 1999 roku Ahmed H. Zewail otrzymał Nagrodę Nobla z chemii za pionierskie badania w tej dziedzinie.